# NGC 4801
NGC 4801 is een lensvormig sterrenstelsel in het sterrenbeeld Grote Beer. Het hemelobject werd op 26 april 1789 ontdekt door de Duits-Britse astronoom William Herschel.

## Synoniemen
- MCG 9-21-60
- ZWG 270.30
- NPM1G +53.0141
- PGC 43946